# Stenamma meridionale
Stenamma meridionale är en myrart som beskrevs av Smith 1957. Stenamma meridionale ingår i släktet Stenamma och familjen myror. Inga underarter finns listade i Catalogue of Life.

## Bildgalleri

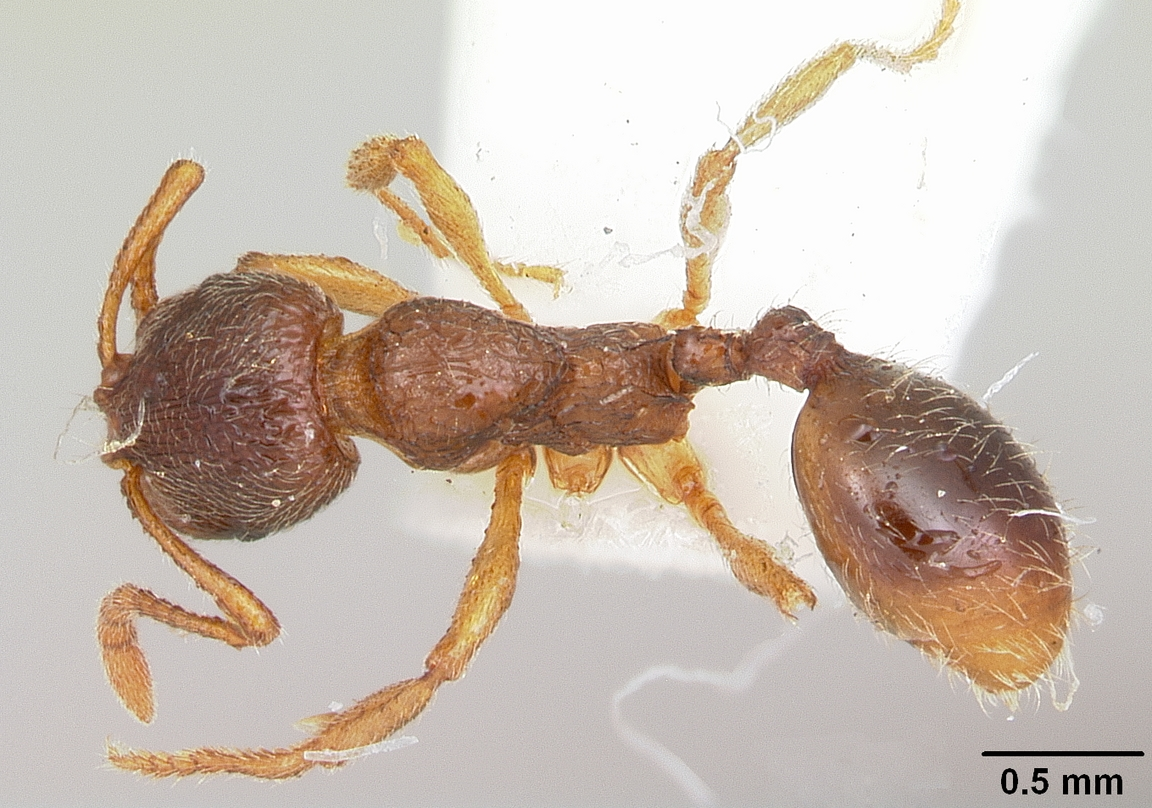
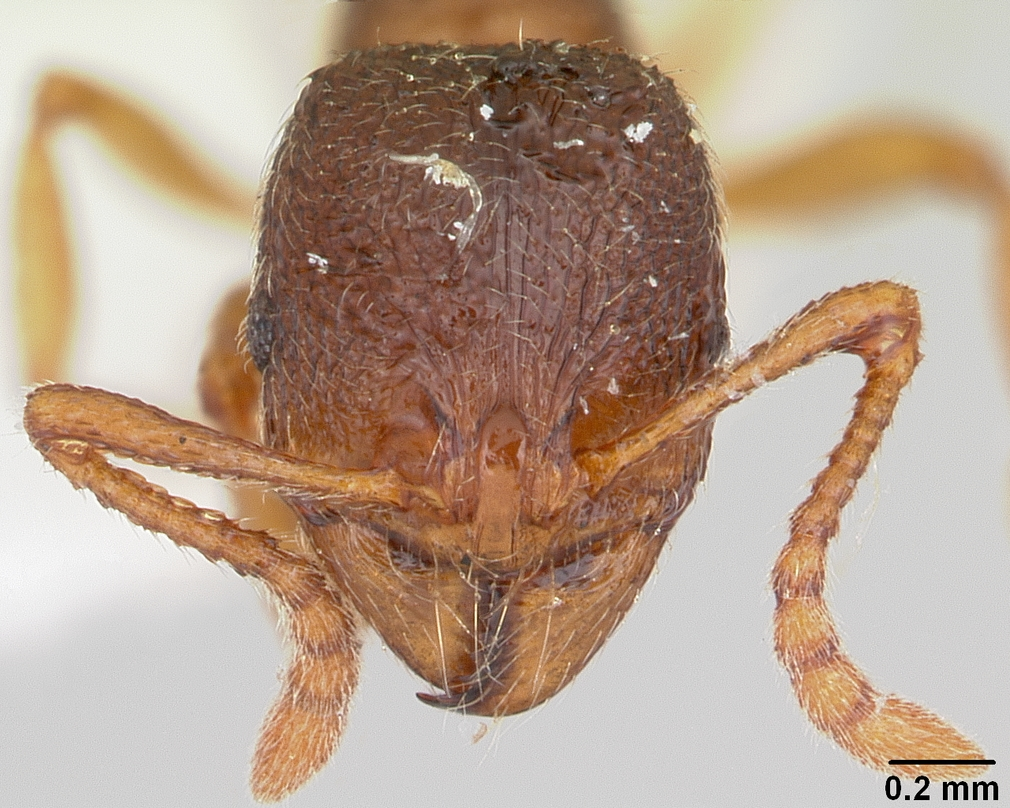
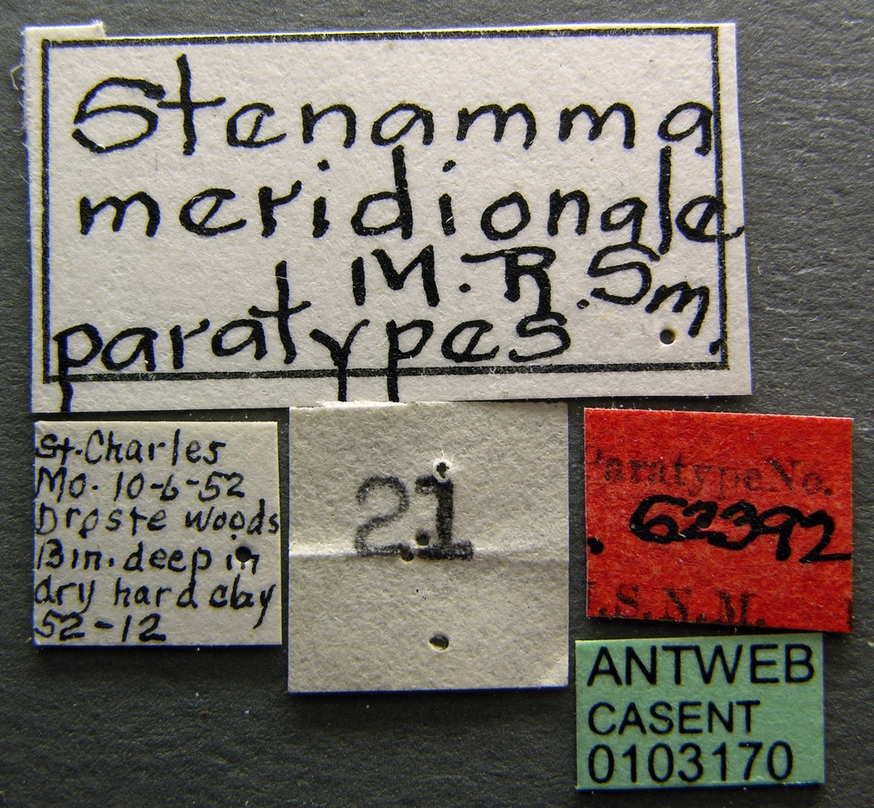
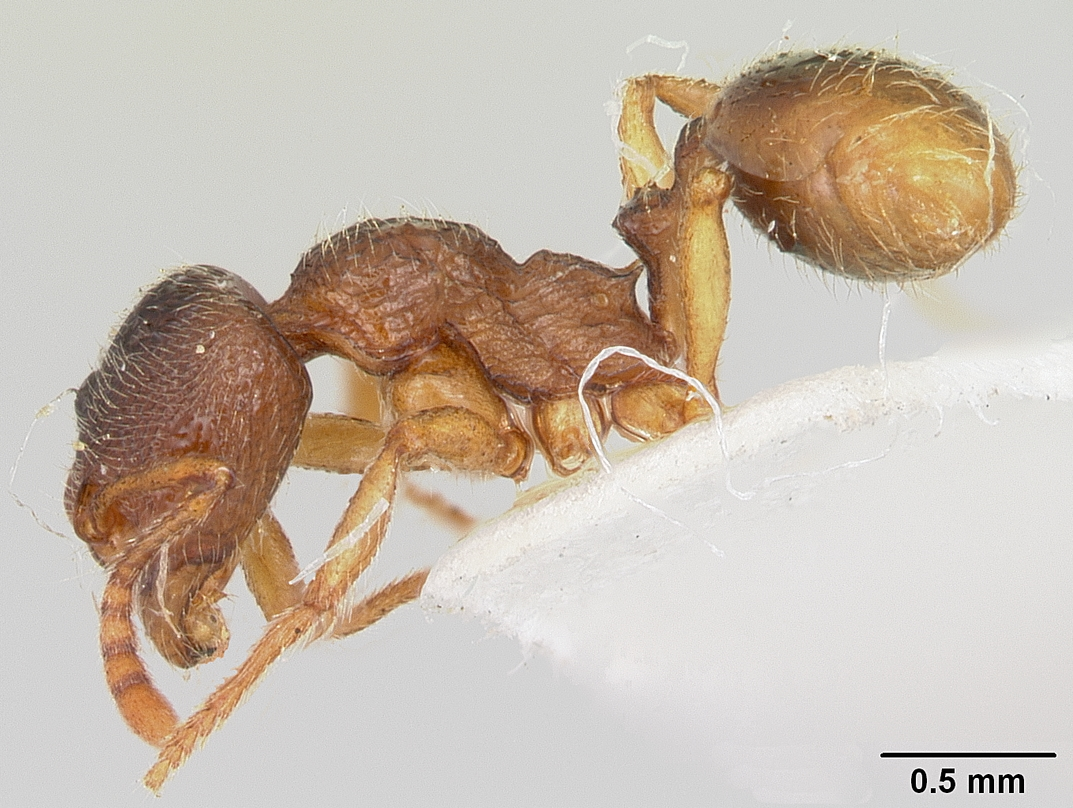